# (993) Moultona
(993) Moultona est un astéroïde de la ceinture principale découvert le 12 janvier 1923 par l'astronome belgo-américain George Van Biesbroeck.
Sa désignation provisoire était 1923 NJ. Il est nommé en l'honneur de l'astronome américain Forest Ray Moulton.